# Empis bivittata
Empis bivittata är en tvåvingeart som beskrevs av Christian Rudolph Wilhelm Wiedemann 1824. Empis bivittata ingår i släktet Empis och familjen dansflugor. Inga underarter finns listade i Catalogue of Life.